# Пхулчхари
Пхулчхари (бенг. ফুলছড়ি, англ. Phulchhari) — город на севере Бангладеш, административный центр одноимённого подокруга. 